# Philogenia iquita
Philogenia iquita är en trollsländeart som beskrevs av Sidney Warren Dunkle 1990. Philogenia iquita ingår i släktet Philogenia och familjen Megapodagrionidae. Inga underarter finns listade i Catalogue of Life.